# Lei Tingjie
Lei Tingjie (nascida em 13 de março de 1997) é uma jogadora de xadrez chinesa que detém o título de Grande Mestre. Campeã chinesa feminina em 2017 e a vencedora do torneio de Candidatas de 2022 – 2023, se tornando a desafiante ao Campeonato Mundial Feminino de xadrez de 2023. Lei ganhou o título de Grande Mestre em 2017 aos 19 anos.

## Carreira
Em 2017, Lei ganhou a medalha de prata por equipes no 11º Campeonato Mundial Feminino de Xadrez por Equipes, realizado em Khanty-Mansiysk, Rússia, de 17 a 26 de junho de 2017, marcando 8/9 com uma performance de 2687 no quarto tabuleiro.
Em janeiro de 2018, Lei venceu o 43º Sevilla International Chess Open.
Ela venceu o Grand Prix Feminino da FIDE em 2021. e garantiu uma vaga no Torneio de Candidatas Femininas 2022–23.
Em abril de 2023, ela venceu o Torneio de Candidatas de 2022–23 após derrotar Tan Zhongyi por 3½–1½, se tornando a desafiante Campeonato Mundial Feminino de xadrez de 2023 contra a atual campeã mundial, Ju Wenjun, em julho de 2023.